# شكل فيرما الحلزوني

Fermat's spiral: one branch

Fermat's spiral: both branches

في الرياضيات، شكل فيرما الحلزوني (بالإنجليزية: Fermat's spiral)‏ هو منحنى مستو سُمي هكذا نسبة إلى عالم الرياضيات الفرنسي بيير دي فيرما معادلته هي كما يلي:
{\displaystyle r=\pm a{\sqrt {\varphi }}\ ,\ \varphi \geq 0}.